# Les Hommes-Poissons
Les Hommes-Poissons est le 20e épisode de la saison 2 de la série télévisée Buffy contre les vampires.

## Résumé
Un monstre semble s'en prendre à l'équipe de natation du lycée de Sunnydale. La peau de l'un des nageurs, vidée de tout contenu, est retrouvée sur la plage après une fête lors de laquelle il avait brutalisé un autre élève. L'équipe, qui fait la fierté du lycée et du  Principal Snyder, bénéficie de passe-droits au lycée, et d'un suivi physique optimal. Snyder empêche notamment Willow, qui remplace Jenny Calendar comme professeur d'informatique, de mettre une note éliminatoire à Gage, le meilleur nageur de l'équipe. L'infirmière ainsi que l'entraîneur de l'équipe semblent au courant de ce qui menace les nageurs. Pour mener l'enquête, Alex se fait recruter dans l'équipe après qu'un deuxième nageur a été retrouvé dans le même état. Willow soupçonne Jonathan, brutalisé au début de l'épisode. Buffy veille quant à elle sur Gage, qu'elle protège contre une attaque d'Angel. Le vampire recrache cependant le sang du nageur, comme s'il était pollué.
Plus tard, Gage se transforme sous ses yeux en une créature marine, sa peau vidée de son occupant tombant au sol. Alex découvre que l'on baigne l'équipe dans les stéroïdes par le moyen des vapeurs du sauna ; c'est en fait l'entraîneur de l'équipe qui est responsable de ce dopage intensif et qui a transformé ses nageurs en monstres marins. L'entraîneur jette l'infirmière, qui commençait à protester et menaçait de tout arrêter, en pâture aux monstres. Buffy vient le confronter mais, sous la menace d'un pistolet, il oblige la Tueuse à sauter dans le bassin où les monstres marins sont retenus. Alex intervient et, après avoir assommé l'entraîneur, repêche Buffy qui était en difficulté face aux monstres. Mais l'entraîneur a entre-temps récupéré et assomme à son tour Alex. En s'attaquant à Buffy, il tombe alors dans le bassin où il est mis en pièces par les monstres, qui partent ensuite vers l'océan.

## Production
Le design des hommes-poissons est fortement inspiré par celui de la créature du lagon noir. Ils rappellent aussi les profonds, créatures amphibies de la mythologie stellaire de H. P. Lovecraft.

## Statut particulier
Noel Murray, du site The A.V. Club, affirme que, « même s'il ne peut pas totalement détester un épisode aussi centré sur Alex », celui-ci est une « déception » car, après une première partie amusante, il « coule » dans sa deuxième moitié avec des « dialogues maladroits » sur le dopage et des « explications ridicules ». La BBC évoque un épisode « un peu trop prosaïque pour convenir au format de la série », même si l'élément fantastique apporte de l'intérêt et de la légèreté, et qui manque de suspense avec ses créatures « peu impressionnantes ». Pour Mikelangelo Marinaro, du site Critically Touched, qui lui donne la note de C+, le scénario est « assez idiot » mais l'épisode est néanmoins « extrêmement amusant », ce qui est « plutôt rafraichissant » juste avant le final de la saison même s'il « n'y a pas grand-chose de plus à en dire ».

## Analyse
Le thème de cet épisode est le dopage des sportifs et la façon dont ils mettent leur santé en danger en abusant des produits dopants. 

## Distribution

### Acteurs et actrices crédités au générique
- Sarah Michelle Gellar : Buffy Summers
- Nicholas Brendon : Alexander Harris
- Alyson Hannigan : Willow Rosenberg
- Charisma Carpenter : Cordelia Chase
- David Boreanaz : Angel
- Anthony Stewart Head : Rupert Giles

### Acteurs et actrices crédités en début d'épisode
- Charles Cyphers : entraîneur Carl Martin
- Jeremy Garrett : Cameron Walker
- Wentworth Miller : Gage Petronzi
- Conchata Ferrell : Infirmière Greenleigh
- Armin Shimerman : Principal R. Snyder

### Acteurs et actrices crédités en fin d'épisode
- Danny Strong : Jonathan Levinson
- Jake Patellis : Dodd McAlvy
- Shane West : Sean